# Contea di Viborg
La contea di Viborg (in danese Viborg Amt) era una delle 13 contee della Danimarca, le contee sono state abolite con la riforma amministrativa entrata in vigore il 1º gennaio del 2007 e sono state sostituite da cinque regioni.

## Comuni
Della contea facevano parte i seguenti comuni:
(Popolazione al 1º gennaio 2006)
| - Aalestrup (7.557) - Bjerringbro (14.013) - Fjends (8.244) - Hanstholm (5.729) - Hvorslev (6.969) - Karup (6.718) - Kjellerup (14.025) - Morsø (22.333) - Møldrup (7.689) | - Sallingsund (6.054) - Skive (27.972) - Spøttrup (7.854) - Sundsøre (6.384) - Sydthy (11.136) - Thisted (29.045) - Tjele (8.669) - Viborg (44.505) |